# USS Bainbridge (CGN-25)
O USS Bainbridge (DLGN-25/CGN-25) foi um contratorpedeiro nuclear da marinha de guerra dos Estados Unidos. Foi o primeiro do seu tipo já construído.
Durante sua carreira  de trinta anos (1962-1996), participou de operações no Caribe, Mar Mediterrâneo, Mar Vermelho e Golfo Pérsico, além da antiga Iugoslávia (operações Sharp Guard e Deny Flight).